# Хорст
Хорст е понятие във физическата география и в геологията и представлява издигнат участък от земната кора между два разлома или грабени.
Хорстовете се образуват при разтягане (екстензия) на земната кора. Издигнатият масив е част от кората, която остава стационарна или бива повдигната от обграждащите я земни маси, които се понижават в ниво. Хорстовете се делят на два вида: обикновен хорст – когато участък от земната кора е издигнат по две по принцип успоредни разломни линии; сложен или стъпаловиден хорст – когато участък от земната кора е издигнат по 4, 6 и повече успоредни разломни линии. Хорст може да възникне също, когато два съседни блока потъват по разломи, а средният остава на място.
Планината Беласица в България представлява типичен линеен хорст. Вогезите в източна Франция и Шварцвалд в Германия са представители на хорстове. Терминът хорст се отнася и към сравнително стабилните стационарни равнини в Русия, Арабия и Индия, както и в централна Южна Африка, където континенталните плочи са сравнително стабилни с хоризонтално напластяване, за разлика от антиклиналните и геосинклиналните образувания в евразийските планински вериги.

## Хорстове и въглеводороди
В много рифтови басейни по света огромното количество петролни залежи се намира в естествени капани, образувани покрай хорстове. Така например в Либийския петролен басейн, голяма част от залежите, оценявани на милиарди барели, са свързани с масивните хорстови блокове Zelten Platform и Dahra Platform и някои по-малки хорстове – Gialo High и седловината Bu-Attifel.